# Anschlag auf die Imam-Dschaʿfar-as-Sādiq-Moschee in Kuwait
Der Anschlag auf die Imam-Dschaʿfar-as-Sādiq-Moschee war ein islamistischer Terroranschlag am 26. Juni 2015 in der Stadt Kuwait.

## Verlauf
Am 26. Juni 2015 zündete ein Selbstmordattentäter während des Freitagsgebets in der Imam-Dschaʿfar-as-Sādiq-Moschee im Stadtbezirk as-Sawābir (الصوابر) einen Sprengsatz. Hierbei starben 26 Menschen und 227 wurden verletzt.
Die IS-Miliz bekannte sich zu dem Anschlag auf die schiitische Moschee. Dies war der erste derartige Angriff auf Schiiten im Emirat Kuwait.
Die kuwaitischen Sicherheitskräfte identifizierten den Selbstmordattentäter mit Namen Fahad Suleiman Abdulmohsen al-Gabbaa alias Abu Suleiman al-Muwahhid.
Am selben Tag ereignete sich ein Anschlag im tunesischen Sousse und ein Terroranschlag in Saint-Quentin-Fallavier nahe der Stadt Lyon in Frankreich.